# Юрва, Матти
Ма́тти Ю́рва (фин. Matti Jurva, настоящее имя — Леннарт Матиас Юрванен (фин. Lennart Mathias Jurvanen; 29 апреля 1898, Хельсинки, Финляндия — 16 сентября 1943, там же) — один из наиболее ярких представителей финской популярной музыки 1930-х годов: певец, чечёточник, актёр, мультиинструменталист, композитор.
С успехом выступал в Финляндии и за её пределами (прежде всего в США). По свидетельству Петера фон Баха, существует по меньшей мере 406 грамзаписей Матти Юрва; известно также, что Юрва записывался и в ходе американских гастролей 1927—1928 годов.
Матти Юрва активно сотрудничал с Тату Пеккариненом: первый писал музыку, второй — слова (к ряду песен, однако, слова написал также Юрва). Их совместные работы нередко выходили в свет под псевдонимом Эркки Салама (фин. Erkki Salama); утверждается, впрочем, что под этим псевдонимом работали и другие авторы.
Талантливый куплетист, наследник Юхана Альфреда Таннера и Рафу Рамстедта, Матти Юрва записал и исполнил множество песен «на злобу дня», посвящённых событиям как финляндского («сухой закон»), так и международного масштаба (Берлинская олимпиада 1936, «Terveiset Berliinin olympialaisista»). В ходе Зимней войны и финской оккупации Карелии он активно выступал перед финскими войсками; многим слушателям из бывшего СССР известна его песня «Njet, Molotoff», а также песня «Mannerheimin linjalla» о событиях Зимней войны.
Снялся в фильмах Kaksi Vihtoria (1939) и Herra johtajan harha-askel (1940).
Также известен тем, что первым исполнил песню «Ievan Polkka». Последние годы жизни злоупотреблял крепкими спиртными напитками, что и стало причиной смерти артиста в 1943 году (по версии статьи на финском языке).